# 小绍兴酒家

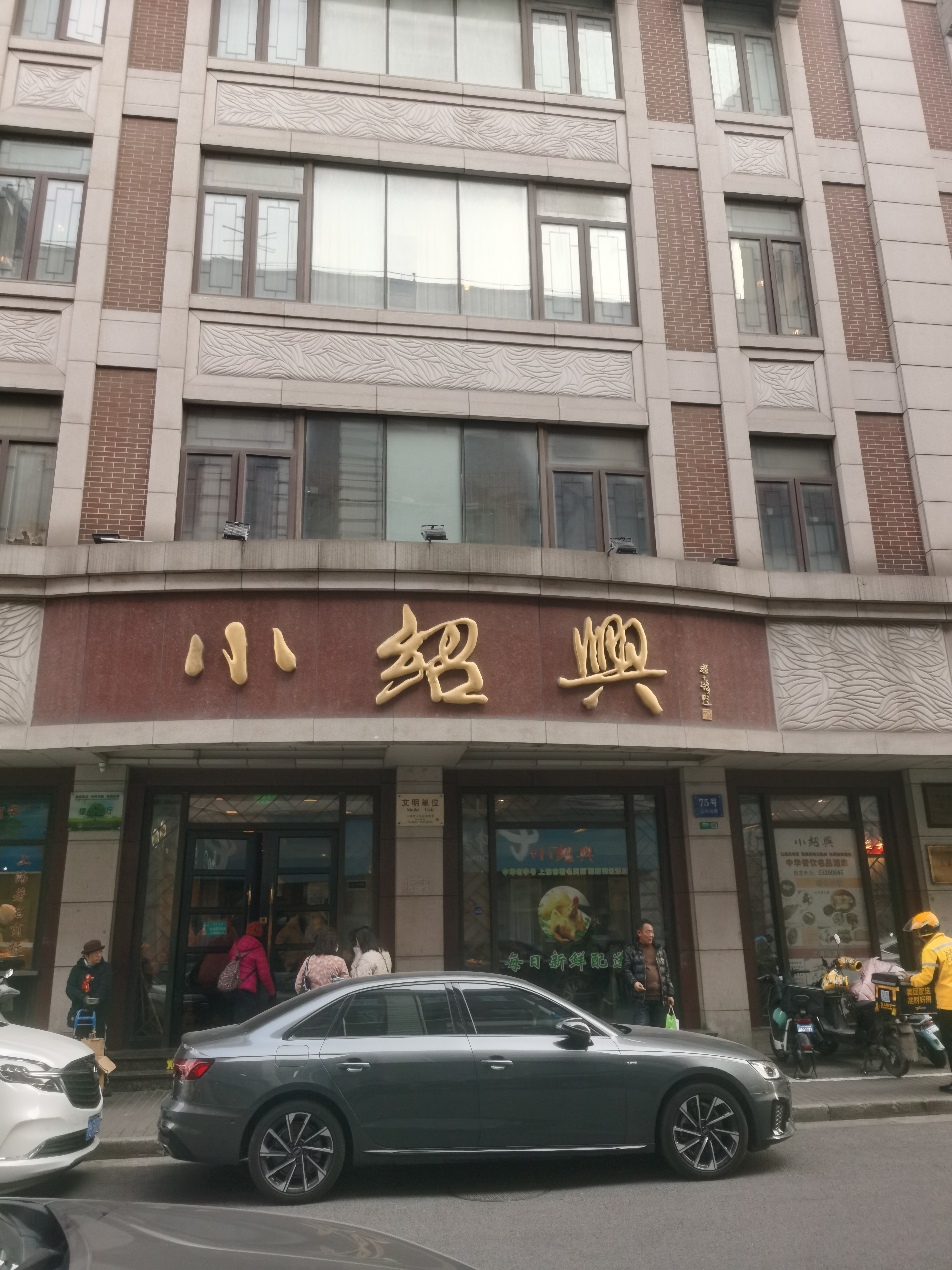
小绍兴店面

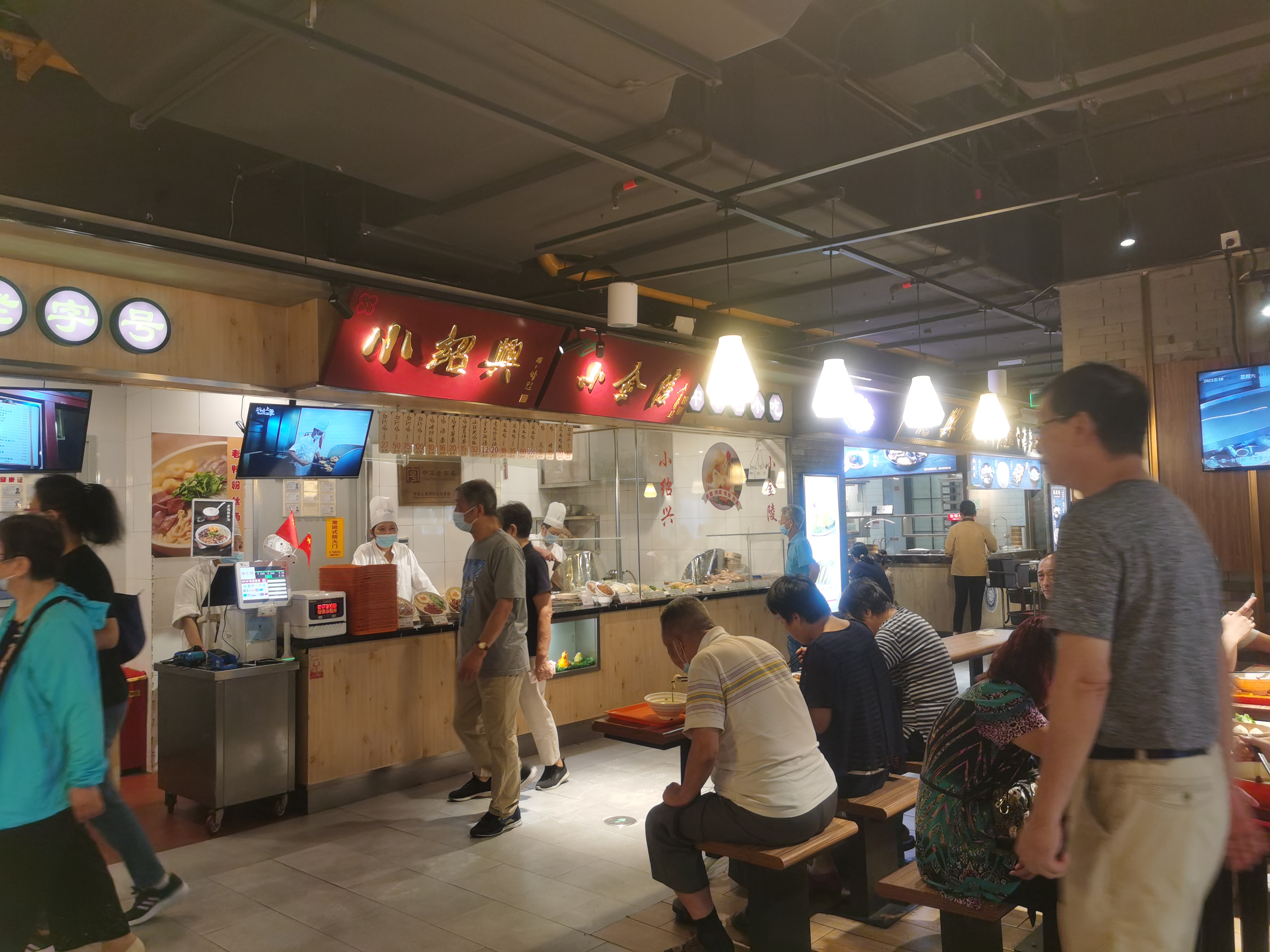
设在上海市第一食品商店五角场店美食广场的档口

小绍兴酒家，创始于1943年，上海一家连锁餐饮酒家，在上海拥有小金陵盐水鸭店在内的20家分店、浙江5家，现属杏花楼餐饮股份旗下品牌，为“中华老字号”、“中华餐饮名店”、“国家特级酒家”，小绍兴商标是上海市著名商标。

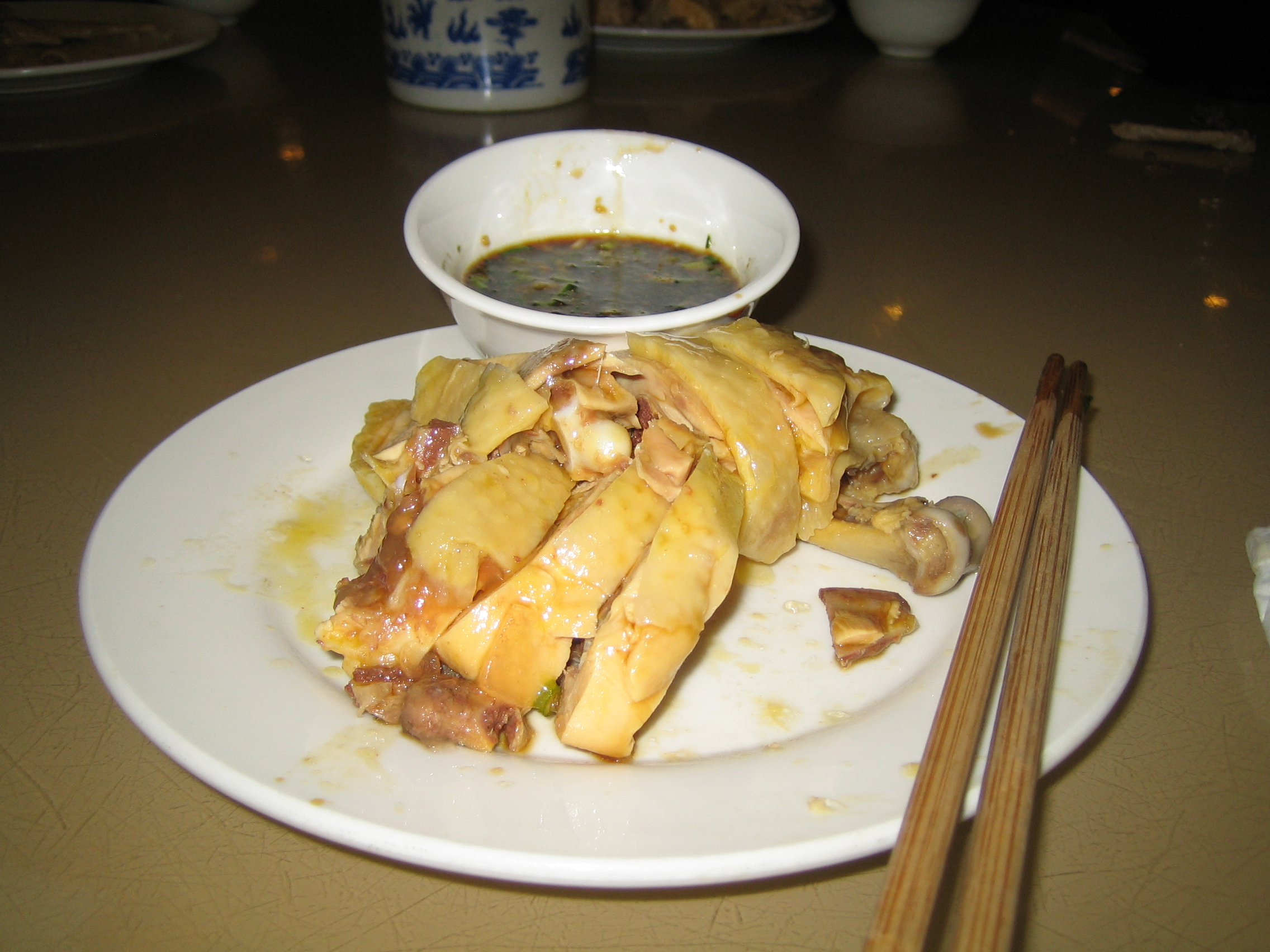
小绍兴出品的白斩鸡

酒家招牌菜色为小绍兴白斩鸡，为“中国名菜”、“中华名小吃”。

## 历史
1979年，小绍兴恢复老字号称号。1998年，总部改建成为小绍兴大酒店。店面“小绍兴”三字出自中国海派书画大师程十发之手，小绍兴酒家现有部优产品2只，中国名菜名点11只，中华名小吃18只，以及一批级名优产品。吴邦国曾为小绍兴题词「独领风骚」。